# Chokbølge
En chokbølge er en stærk trykbølge, der f.eks. kan være forårsaget af en eksplosion eller andre fænomener, hvor der findes ekstreme trykforskelle.
Ligesom en almindelig bølge, bærer chokbølgen en energi og kan udbredes gennem et medium (fast stof, væske, gas eller plasma).
I enkelte tilfælde, når et fysisk medium ikke er tilgængeligt, kan bølgen udbredes gennem et felt, som f.eks. elektromagnetiske felt. Chokbølger er kendetegnet ved en pludselig og diskontinuerlige ændringer i mediet.
Ved en chokbølge vil der altid være en ekstrem stigning i tryk, temperatur og massefylde. En chokbølger bevæger sig igennem de fleste medier ved en højere hastighed, end en almindelig bølge.

## Fodnoter
1. ↑  Anderson, John D. Jr. (januar 2001) [1984], Fundamentals of Aerodynamics (3. udgave), McGraw-Hill Science/Engineering/Math, ISBN 0-07-237335-0